# Europees kampioenschap voetbal 2020 (kwartfinale) Zwitserland - Spanje
Dit artikel gaat over de wedstrijd in de kwartfinales tussen Zwitserland en Spanje die gespeeld werd op vrijdag 2 juli 2021 in het Krestovskistadion te Sint-Petersburg tijdens het Europees kampioenschap voetbal 2020. Het duel was de 45ste wedstrijd van het toernooi en de 9de van de knock-outfase. Spanje kwalificeerde zich na een strafschoppenserie voor de halve finales, Zwitserland werd uitgeschakeld.

## Voorafgaand aan de wedstrijd
- Zwitserland stond bij aanvang van het toernooi op de dertiende plaats van de FIFA-wereldranglijst.[1] Acht EK-deelnemers waren hoger gerangschikt op die lijst. Spanje was op de zesde plaats terug te vinden.[2] Spanje kende vier EK-deelnemers met een hogere positie op die ranglijst.
- Zwitserland en Spanje troffen elkaar voorafgaand aan deze wedstrijd al 22 keer. Zwitserland won een van die wedstrijden, Spanje zegevierde zestienmaal en zes keer eindigde het duel onbeslist. In de groepsfase van het WK 1966 won Spanje met 2–1, in de achtste finales van het WK 1994 won Spanje met 3–0 en in de groepsfase van het WK 2010 won Zwitserland met 0–1.
- Voor Zwitserland was dit zijn vijfde deelname aan een EK-eindronde en de tweede achtereenvolgende. Nooit eerder bereikte Zwitserland de kwartfinales. Spanje nam voor een elfde maal deel aan een EK-eindronde en voor een zevende op een rij. Voor een vijfde keer speelde Spanje in een kwartfinale.
- Zwitserland eindigde met vier punten op de derde plaats in groep A met Italië, Wales en Turkije en won in de achtste finales na een strafschoppenserie van Frankrijk. Spanje plaatste zich voor de kwartfinales door met vijf punten op een tweede plaats in groep E met Zweden, Slowakije en Polen te eindigen en vervolgens na een verlenging met 3–5 van Kroatië te winnen.
- De winnaar van deze wedstrijd zou het in de halve finales in het Wembley Stadium gaan opnemen tegen de winnaar van de kwartfinale tussen België en Italië.
- De Zwitserse aanvoerder Granit Xhaka was geschorst voor de wedstrijd door gele kaarten in de wedstrijden tegen Turkije en Frankrijk.

## Wedstrijdgegevens[3]
| Datum                  | 2 juli 2021                                                                                   | 2 juli 2021                                                                                   |
| Aftrap                 | 18:00 uur                                                                                     | 18:00 uur                                                                                     |
| Wedstrijdnummer        | 45                                                                                            | 45                                                                                            |
| Stadion                | Krestovskistadion, Sint-Petersburg                                                            | Krestovskistadion, Sint-Petersburg                                                            |
| Toeschouwers           | 24.764                                                                                        | 24.764                                                                                        |
| Scheidsrechter         | Michael Oliver                                                                                | Michael Oliver                                                                                |
| Assistenten            | Stuart Burt Simon Bennett                                                                     | Stuart Burt Simon Bennett                                                                     |
| Vierde official        | Ovidiu Haţegan                                                                                | Ovidiu Haţegan                                                                                |
| Videoscheidsrechters   | Chris Kavanagh Christian Dingert (assistent) Lee Betts (assistent) Stuart Attwell (assistent) | Chris Kavanagh Christian Dingert (assistent) Lee Betts (assistent) Stuart Attwell (assistent) |
| Man van de wedstrijd   | Unai Simón                                                                                    | Unai Simón                                                                                    |
|                        | Zwitserland                                                                                   | Spanje                                                                                        |
| Doelpunten             | 1                                                                                             | 1                                                                                             |
| Gele kaarten           | 2                                                                                             | 1                                                                                             |
| Rode kaarten           | 1                                                                                             | 0                                                                                             |
| Wissels                | 6                                                                                             | 6                                                                                             |
| Schoten op doel        | 2                                                                                             | 10                                                                                            |
| Schoten naast doel     | 5                                                                                             | 8                                                                                             |
| Overtredingen          | 15                                                                                            | 14                                                                                            |
| Hoekschoppen           | 9                                                                                             | 13                                                                                            |
| Buitenspel             | 4                                                                                             | 2                                                                                             |
| Passnauwkeurigheid (%) | 73                                                                                            | 91                                                                                            |
| Balbezit (%)           | 34                                                                                            | 66                                                                                            |

| Zwitserland | 1 – 1 (1–3 n.s.) | Spanje |
| (Remo Freuler) Xherdan Shaqiri 68' | goals (assist)   | 8' (e.d.) Denis Zakaria (Jordi Alba) |
| Mario Gavranović Fabian Schär Manuel Akanji Ruben Vargas | strafschoppen    | Sergio Busquets Dani Olmo Rodri Gerard Moreno Mikel Oyarzabal |
| Vladimir Petković | bondscoach       | Luis Enrique |
| Yann Sommer ( 81') Silvan Widmer 100' Nico Elvedi Manuel Akanji Ricardo Rodríguez Steven Zuber 90+2' Denis Zakaria 101' Remo Freuler Xherdan Shaqiri 81' Breel Embolo 23' Haris Seferović 82' | opstellingen     | Unai Simón César Azpilicueta Aymeric Laporte 113' Pau Torres Jordi Alba 90+1' Koke Sergio Busquets 119' Pedri 91' Ferran Torres 54' Álvaro Morata 46' Pablo Sarabia |
| Ruben Vargas 23' Djibril Sow 81' Mario Gavranović 82' Christian Fassnacht 90+2' Kevin Mbabu 100' Fabian Schär 101'                                                                            | wissels          | 46' Dani Olmo 54' Gerard Moreno 90+1' Marcos Llorente 91' Mikel Oyarzabal 113' Thiago Alcántara 119' Rodri                                                          |
| Silvan Widmer 67' Mario Gavranović 120+1' | gele kaarten     | 90+3' Aymeric Laporte |
| Remo Freuler 77' | rode kaarten     | |